# Perdita fulvescens
Perdita fulvescens är en biart som beskrevs av Timberlake 1980. Perdita fulvescens ingår i släktet Perdita och familjen grävbin. Inga underarter finns listade i Catalogue of Life.